# 2527 Gregory
2527 Gregory је астероид главног астероидног појаса са средњом удаљеношћу од Сунца која износи 2,466 астрономских јединица (АЈ).
Апсолутна магнитуда астероида је 13,0.